# Rio Iguaçu (Rio de Janeiro)
O Rio Iguaçu é um rio do estado do Rio de Janeiro, no Brasil.

## Etimologia
"Iguaçu" é um nome originário da língua tupi, significando "rio grande", através da junção dos termos  'y  (rio, água) e gûasu (grande).

## Características
Sua nascente é na Serra do Tinguá. Tem extensão de 43 km, desaguando na Baía da Guanabara. Seus principais afluentes são os rios Tinguá, Pati, Capivari (margem esquerda), Botas e Sarapuí (margem direita). Antigamente, havia ainda um afluente importante, o rio Pilar, hoje assoreado.
Esse rio foi de fundamental importância para o desenvolvimento da região da Baixada Fluminense, especialmente para a criação da cidade de Nova Iguaçu.
O porto de Iguaçu, que se localizava nesse rio, foi o segundo mais importante porto fluvial do Estado do Rio de Janeiro, especialmente entre 1830 e 1860. Exportava-se principalmente café, feijão, farinha e tapioca, além de outros produtos, produzidos no próprio  município de Iguaçu (hoje Nova Iguaçu) e também nos municípios de Vassouras, Valença e Paraíba do Sul (que abrangiam os vários municípios atualmente existentes na região). A província de Minas Gerais também utilizava o porto, que ficava no final da Estrada Real do Comércio.
Contudo, com o tempo, o rio Iguaçu perdeu sua importância estratégica. A ocupação econômica da Baixada Fluminense derrubou as matas nativas, o que causou o assoreamento dos rios e a diminuição de sua vazão. Os rios assoreados facilitaram a propagação de mosquitos e endemias de malária no final do século XIX. Com isto, as antigas povoações ao lado de portos como os de Iguaçu e Pilar do Iguaçu ficam pouco povoadas, a tal ponto que até a cidade de Iguaçu mudou-se de seu antigo local perto do rio Iguaçu para um outro perto da Estrada de Ferro Dom Pedro II (atual Estrada de Ferro Central do Brasil), passando então a chamar-se cidade de Nova Iguaçu. Finalmente, a criação da Estrada de Ferro Dom Pedro II eliminou a utilização do rio Iguaçu como via de transporte. Em seu estuário, forma uma das últimas áreas de manguezais da Baía de Guanabara.